# Miscelánea
Si chiama miscelánea, o micelánea (in italiano miscellanea), un genere letterario appartenente alla didattica utilizzato soprattutto nel Rinascimento e nel Barocco spagnolo, durante i secoli XVI e XVII. Costituisce uno dei principali precedenti del saggio, o genere saggistico, e consiste in una raccolta di materiali eterogenei che mescolano l'opinione, l'istruzione e il divertimento. Ciò fece della miscelánea un genere sommamente popolare.
Opere di questo genere furono tradotte e adattate in tutte le lingue e in esse gli scrittori vi trovavano frequentemente ispirazione per le opere maggiori. Nelle misceláneas potevano trovarsi inoltre ogni tipo di prosa, versi e anche opere drammatiche della più variegata provenienza, tanto colta quanto popolare. La loro struttura varia dalla forma dialogata alla collezione di carte o epistole, alla suddivisione in sezioni tematiche o alla riunione di personaggi che divagano sopra temi proposti da uno di essi.
Nel XVI secolo spagnolo furono lette in special modo le Epístolas familiares del frate Antonio de Guevara e la Silva de varia lección di Pedro o Pero Mexía, la Miscelánea di Luis Zapata, la Silva curiosa di Julián de Medrano, il Jardín de flores curiosas di Antonio de Torquemada, e, già nel XVII secolo, Los cigarrales de Toledo di Tirso de Molina, le Cartas filológicas di Francisco Cascales, gli Errores celebrados di Juan de Zabaleta. 